# Dead Slow Ahead
Dead Slow Ahead es una coproducción  española-francesa del 2015 escrita, fotografiada y dirigida por Mauro Herce, su primer largometraje. Fue rodada en idioma tagalo y subtitulada en inglés, francés, castellano, catalán.

## Sinopsis
Un carguero atraviesa el océano. La hipnótica cadencia de sus engranajes revela el continuo movimiento de la maquinaria devorando a sus trabajadores: los últimos gestos del viejo oficio de los marineros, desapareciendo bajo el ritmo autómata del siglo XXI. Quizá se trate de una nave a la deriva, o del último ejemplar de una especie en extinción con sus motores girando, imparables.

## Producción
Fue proyectada por primera vez en el Festival Internacional de Cine de Locarno el 15 de agosto de 2015, donde ganó el premio especial del jurado. Fue estrenada en las salas comerciales españolas el 28 de octubre de 2016, en salas francesas 16 de noviembre de 2016.

## Críticas
”Una experiencia hipnótica y profundamente somática. Sus claroscuros y sus resonancias industriales involucran nuestros sentidos y nuestro cuerpo, atrapándonos en el interior de una voluptuosa y sensual sinfonía audiovisual. ”
Arnau Horta: El País

"Brillante hasta la extenuación”
Luis Martinez: El Mundo

"El director filma las entrañas desde un barquero filipino como si se tratara de una nave espacial, recontextualizando las imágenes (...) Es una película sobre la mirada (...) Un documento cautivador"
Gerard A. Cassadó: Fotogramas

"El que tendría que ser un documental sobre un carguero se convierte, gracias a un enorme trabajo con el sonido y unas formas visuales dantescas surgidas de la nada, en un verdadero relato de fantasmas."
Quim Casas: El Periódico

"Elogio de la lentitud (...) el documental de Herce consigue cautivar"
Noémie Luciani: Le Monde

"This film was one of the most engrossing experiences I've ever had in a theater”
Emily Yoshida: The Verge

"Not just another boat movie, Dead Slow Ahead approximates the forgotten spaces of an Allan Sekula polemic as if corrupted by a David Lynch fever dream”
Jay Kuehner: Cinemascope

## Premios
Festival del Film Locarno 2015 - Cineasti del presente - Special Jury Award

Jihlava IDFF 2015 - Best World Film Award

DocLisboa IFF 2015 - Best First Feature Award

Ann Arbor FF 2016 - Best International Film Award

Jeonju IFF 2016 - Special Mention

Premio Feroz 2017 - 2016 Best Documentary

Premio Especial “Dias de cine” - 2016 Best Spanish Film

Festival International de Cine de Las Palmas 2016 - Best Feature Film Award

Miradas Doc 2017 - Best Canarian film

Janela International de Cinema do Recife 2015 - Best Editing Award

Sevilla Festival de Cine Europeo 2015 - Nuevas Olas - Honor Mention

DocLisboa IFF 2015 - Universities Jury Award

Marfici 2016 - Honor Mention

Construir Cine 2017 - Mejor documental internacional (3º premio)

Som Cinema 2016 - Special Mention

## Festivales
Festival del Film Locarno - Cineasti del presente - WORLD PREMIERE

Vancouver IFF (non-competitive) - CANADA PREMIERE

DocLisboa IFF - Internacional Competition - PORTUGUESE PREMIERE

Jihlava IDFF - International Competition + First Films - CZECH PREMIERE

Festival International de cine de Mar de Plata (non-competitive) ARGENTINIAN PREMIERE

Sevilla Festival de Cine Europeo - Nuevas Olas + Resistencias - SPANISH PREMIERE

Janela Intl. de Cinema do Recife - International Competition - BRAZILIAN PREMIERE

Pravo Ljudski FF - International Competition - BOSNIAN PREMIERE

Zinebi (non-competitive) 

Torino FF - International Competition - ITALIAN PREMIERE

Festival Internacional de cine de Gijón (non-competitive / Jury member)

Muestra de cine europeo de Lanzarote (non-competitive)

Les rencontres intl. Paris / Berlin (Gaité Lyrique) (non-competitive) - FRANCE PREMIERE

Göteborg FF - Visionärer (non-competitive) - NORDIC PREMIERE

SWSX Austin - SXGlobal (non-competitive) - US PREMIERE

Guadalajara FF - Documentary Competition - MEXICAN PREMIERE

Festival Internacional de cine de Las Palmas - Competición Nacional

Ann Arbor FF - International Competition 

Thessaloniki IFF - International Competition - GREEK PREMIERE

Art of the real, Lincoln Center NY (non-competitive)

FebioFest Bratislava (non-competitive) - SLOVAKIAN PREMIERE

Les rencontres Intl. Berlin / Paris (Haus der Kulturen der Welt) (non-competitive)

Docu Days UA ( (non-competitive) - UKRAINIAN PREMIERE

Istambul FF (non-competitive) - TURKISH PREMIERE

Play-Doc Tui - International competition

Festival de cine de autor de Barcelona D’A

San Francisco IFF - International Competition

L’Europe autour de l`Europe FF (non-competitive) - HUNGARIAN Europe

Jeonju IFF - International Competition - ASIAN PREMIERE

L.A. OLA (Closing ceremony, non-competitive) 

Crossing Europe FF - International Competition - AUSTRIAN PREMIERE

DOK.Fest Munich - International Competition - GERMAN PREMIERE

El Festivalito La Palma (non-competitive)

Seattle FF (non-competitive)

Krakow FF (non-competitive) - POLISH PREMIERE

Zones Portuaires, Rencontres internationales cinéma Saint-Nazaire (non-competitive)

Sheffield FF (non-competitive) - UK PREMIERE

Open City Documentary Festival (non-competitive)

East End FF - International Competition

Novos Cinemas - Festival Internacional de cine de Pontevedra

Festival internacional du Film de la Rochelle (non-competitive)

Lima independiente festival internacional de cine - PERUVIAN PREMIERE

European FF Palic (non-competitive) - SERBIAN PREMIERE

Belgrade Subversive FF (non-competitive)

Revelation Perth IFF - AUSTRALIAN PREMIERE

Queensland FF (non-competitive)

Marfici - Festival internacional de Cine Independiente de Mar del Plata

Dokufest Kosovo - Green dox Competition - KOSOVO PREMIERE

Lussas, Les Etats généraux du film documentaire

Ciné Salé, Festival international du film de mer et de marins

Cinespaña Toulouse

Camden IFF - Cinematic vision competition

Unsound Festival 

Art of the real, Museum of modern and contemporary art, Seoul (21 sept)

DocsDF México 

Som cinema

Temporada Alta

Astra Film Festival - Outstandox competition - RUMANIA PREMIERE

Kinobus (not just) Film Festival

Stuff Film Fest - International Competition

Festfreak IFF

Audiovize FF

Festival Ambulante Colombia (non-competitive, Colombia tour) - COLOMBIAN PREMIERE

European Film Forum Scanorama - LITHUANIA PREMIERE

Denver IFF

IDFA - HOLLAND PREMIERE 

Salamindanaw Film Festival (opening ceremony) - PHILIPPINES PREMIERE

Virginia FF

Festival de cine de Zaragoza (opening ceremony)

Singapore IFF - SINGAPORE PREMIERE

Cork Film Festival - IRISH PREMIERE

Pori Film Festival - FINLAND PREMIERE

FIDocs (non-competitive) - CHILEAN PREMIERE
 
Porto / Post / Doc Film & Media Festival

Festival de cine de La Habana - CUBAN PREMIERE

Beloit Film Festival

Festival Confrontation, Perpignan

T-mobile new horizons Film Festival

Hong Kong Film Festival - HONG-KONG PREMIERE

Bozar & Instituto Cervantes - BELGIUM PREMIERE

Encuentro del otro cine (Quito) - ECUADOR PREMIERE

FidBA - Construir cine - Buenos Aires

Mostra “Matters of space” - Porto Alegre

Antofadocs - CHILEAN PREMIERE

Cinespaña Toulouse “Panorama” 2017

Catalan Film Fest Scotland

Magic Madou Festival

Arica  Doc Festival

Taiwan Film Festival- TAIWAN PREMIERE

Ficmec Nador

## Museos y pases especiales
Acropolis cinema, Jordan Cronk, L.A.

Northwest Film Forum - New Documentary series - Jay Kuehner

Cinefamily, L.A.

La Gaité Lyrique, Paris

Haus der Kulture der Welt, Berlin

Labour Film Series - George Eastman Museum

The public cinema, Knoxville

Museum of modern and contemporary Art, Seoul

Musée de la chasse et de la nature, Benoit Hické, Paris

Australian Cinematheque, Brisbaine

Beursschouwburg, Brussel

Musac, León

Tabakalera San Sebastián

Centro Niemeyer, Avilés

IVAC, Valencia

Cineteca, Madrid

Circulo de Bellas Artes de Madrid 

Oregon Museum of Science and Industry (OMSI)

Museum Contemporany Art Australia

Harvard Film Archive

Cinémathèque québécoise, “Topographie de la frontière”, Montreal

CCA Glasgow

National special screenings (with masterclass)

Sala Phenomena (Barcelona)

Zumzeig, Cinemes Girona, Numax, Artistic Metropol, Cines Aragó

Escac (Barcelona)

Lens (Madrid)

Lav (Madrid)

Ecib (Barcelona)

Ecam (Madrid)

Universidad de Navarra (Pamplona)

Foco Henri Langlois (Jaén) / Escuela artes y oficios de Jaén

Filmoteca de Murcia

TEA Tenerife

Filmoteca de Granada

Filmoteca de Córdoba

Cine-Club calle Mayor (Palencia)

Territorios y Fronteras TYF (Bilbao)

Cratère Toulouse

Cines Tonalá, México city 

MK2 Beaubourg, Paris

Reflet Medicis, Paris

l’Archipel, Paris